# エンドレスアフェア〜終わりなき情事〜
『エンドレスアフェア〜終わりなき情事〜』（エンドレスアフェア〜おわりなきじょうじ〜）は、2014年8月23日・8月30日にLaLa TVで放送されたテレビドラマ。主演は、戸次重幸（TEAM NACS）。

## 概要
2013年に製作・放送された、「恋愛ドラマをもう一度」に続く、LaLa TV オリジナル製作ドラマの2作目となった。エリート商社マン・立花康介が、妻・奈保子の献身的な支えにもかかわらず、大学時代の元彼女・麻里衣とSNSを通した不倫に溺れていく姿を描いている。
また、2014年10月11日には、ドラマを再編集した「劇場版エンドレスアフェア〜終わりなき情事〜」が、シネクイント、ユナイテッド・シネマ札幌ほかで公開された。

## キャスト
参考：
立花康介（42）
演 - 戸次重幸
宮政商事会社 メディア生活産業部門 建設開発事業部 課長。既婚。
上司や部下からの社内の信頼は厚く、次期部長候補とささやかれている。大学時代は、ラグビー部で活躍。元カノ・麻里衣とSNSを通じて再会し、不倫する。
吉川麻里衣（40）
演 - 小島聖
翻訳家。
康介の大学時代の元カノ。 康介とは、麻里衣の米国留学を機に破局。康介と20数年ぶりに再会したことがきっかけで、関係を持つようになる。
立花奈保子（34）
演 - 酒井若菜
康介の妻。康介とは8年前に結婚し、現在は専業主婦。
葉山弘毅（42）
演 - 長谷川朝晴
宮政商事会社 メディア生活産業部門 ライフスタイル事業部 課長。独身。
康介とは同期入社で、康介に対する敵対心が強く、 2020年の東京オリンピック誘致に向けた「2020プロジェクト」東京A特区まちづくりコンペで、康介率いる建設開発事業部と競う。
麻里衣に好意をもっている。
田村洋二（38）
演 - 駿河太郎
宮政商事会社 メディア生活産業部門 建設開発事業部所属。既婚。
康介とは大学時代からの先輩・後輩関係。
日高
演 - 飯田基祐
開発部部長。康介の上司。康介に「2020プロジェクト」の担当を任せる。
門脇
演 - 春田純一
事業部部長。
東野久夢
演 - 渡辺いっけい
建築家。「2020プロジェクト」の事業委員会の委員長。既婚。
麻里衣と仕事を通じて知り合い、好意を抱いている。
猿渡
演 - ミッキー・カーチス
東京都知事と高校時代からの友人。麻里衣を信頼し、かわいがっている。
武田
演 - 井田國彦
部長。
立花智香（5）
演 - 大角ゆき
康介と奈保子の娘。私立幼稚園に通う。
吉住輝夫
演 - 松嶋亮太
康介の部下。
川口健朗
演 - 吉田ウーロン太
康介の部下。
平沢敦子
演 - 於保佐代子
康介の部下。
- 大角なつき
- 佐渡千佳
- 保東洸太
- 松元飛鳥
- 宮崎寿々佳
- 川口なつ子
- 川崎真実
- 桜井長政
- 栗山麗美
- 戸田真紀子
- 多々良光洋
- 小松みゆき

## スタッフ
- 監督：松田礼人
- 脚本：旺季志ずか
- 音楽：瀬川英史
- 主題歌：HaKU『果てなき欲望』（EMI Records）
- 助監督：島田晃、岡本博文、高市輝久
- ゼネラルプロデューサー：山田雅子
- プロデューサー：塙太志、熊谷理恵
- アシスタントプロデューサー：池田瞳
- 撮影：内山久光
- 照明：徳永恭
- 録音：野口京治
- VE：松本健
- 編集：二宮心太
- 宣伝協力：アスミック・エース
- 制作協力：大映テレビ
- 製作著作：LaLa TV
- 配給（映画）：アスミック・エース、LaLa TV